# Selectine
Selectine (auch Selektine) sind Glykoproteine in den Plasmamembranen bestimmter eukaryotischer Zellen. Sie gehören zur Gruppe der Lektine, welche Zelladhäsionsmoleküle (CAMs, Cell Adhesion Molecules) darstellen. 

## Typen
Drei Typen von Selectinen sind bekannt: E-Selectin, P-Selectin und L-Selectin. Sie unterscheiden sich in ihrer Aminosäurestruktur, den bindenden Liganden und werden in unterschiedlichen Zellen exprimiert. E-Selectin ist in den Plasmamembranen von Endothelzellen zu finden, P-Selectin wird sowohl von Endothelzellen als auch von Blutplättchen (Thrombozyten, englisch platelets) exprimiert und L-Selectin wird von allen weißen Blutkörperchen (Leukozyten) gebildet.

## Funktionen
Die Selectine sind heterophile Zelladhäsionsmoleküle, das heißt, sie gehen Verbindungen mit benachbarten Zellen über andere, nicht zu den Selectinen gehörende Proteine ein. Sie spielen eine Rolle bei Entzündungsprozessen.